# Оссора (посёлок)
Оссо́ра — посёлок (с 1949 по 2012 гг. — посёлок городского типа), административный центр Карагинского района Камчатского края (до 1 июля 2007 г. входил в состав Корякского автономного округа, ныне входит в состав особой административно-территориальной единицы Камчатского края — Корякский округ) России.
Расстояние до Петропавловск-Камчатского по прямой (по воздуху) 990 км.
Автомобильное сообщение отсутствует.
В посёлке осуществляет свою деятельность районная больница, дом культуры, библиотека, школа, детский сад, детская школа искусств, детско-юношеская спортивная школа, краеведческий музей, полиция, прокуратура, районный суд, аптека, почтовое отделение, аэропорт, морской порт, узел автодорог до с. Кострома (с проездом через с. Карага и межселенческую территорию).

## История
В 1934 году райисполком и райком партии ходатайствовали о переносе районного центра из села Карага на новое место в связи с тем, что с. Карага было расположено на болотистой местности, удаленной от морского берега на 25 км.
В 1936 году Далькрайисполкомом была организована "Северо-Камчатская экспедиция по устройству народов Севера", которой была поставлена задача провести землеустройство Карагинского, Быстринского и Усть-Камчатского районов Камчатского края, а также найти место для будущего районного центра.
В целях выполнения задачи по поиску места для будущего районного центра, экспедиционной комиссией были осмотрены более пяти предполагаемых мест. Выбор пал на морской берег бухты Оссора. 
В записках одного из участников экспедиции - Василия Степановича Шаталова, оформленных в книгу «Заря над Камчаткой» отмечено: "Это действительно было одно из лучших мест для будущего райцентра. Морской берег возвышался на три, четыре метра с севера и востока, закрыт от морских штормов. Площадка под строительство совершенно ровная и сухая, широкая, протяженностью более 4 км. За площадкой параллельно морскому берегу расположено глубокое проточное озеро. С запада озеро опоясывал высокий увал, покрытый березовым лесом. Как на склонах, так и на плато росло много шиповника, жимолости, рябины, голубики, брусники, можжевельника, красной смородины".
После выбора места вдоль морского берега появились столбы и колышки будущих улиц, переулков, кварталов. Отдельно были отведены участки под коммунальные, торговые, бытовые и другие объекты.
В соответствии с постановлением Президиума Далькрайисполкома от 8 декабря 1936 г. перенос районного центра был согласован и передан на рассмотрение во Всероссийский центральный исполнительный комитет.
В 1937 г. Совнарком РСФСР выделил средства Карагинскому райисполкому на строительство п. Оссора, включив его в титульный список капитального строительства.
Первыми строениями на территории Оссоры были маленькие приземистые избушки каркасно-засыпного типа или здания организаций (райисполком, райком КПСС, почта) срубленные из местной ветлы с низкими потолками и маленькими окнами.
Окончательное решение вопроса о переносе районного центра было принято лишь 18 августа 1942 г. В этот день состоялось заседание райисполкома, принявшего решение о размещении районных органов в Оссоре.
К 1942 г. её население насчитывало 450 человек. 
15 мая 1948 г. районный центр Карагинского района перенесён из села Карага в село Оссора решением Корякского окрисполкома № 78.
8 августа 1949 года Указом Президиума Верховного Совета РСФСР с. Оссора отнесено к категории рабочих поселков.

## Этимология
Название посёлка в переводе с корякского (алюторского).
Асоран — «дом горбуши» (т.е. место нереста горбуши). Ассуас — горбуша, Рарана — дом. .

## География
Село расположено на северо-востоке полуострова Камчатка, на восточном берегу одноимённой бухты Карагинского залива Берингова моря. Протяжённость поселения вдоль берега бухты Оссора составляет 3 километра. К западу от села находится озеро Оссорское.

## Муниципальное образование
Статус и границы городского поселения установлены Законом Корякского автономного округа от 2 декабря 2004 года № 365-ОЗ «О наделении статусом и определении административных центров муниципальных образований Корякского автономного округа».
В 2019 году преобразовано в сельское поселение.

## Климат
Климат в посёлке Оссора холодно-умеренный. В Оссоре значительное количество осадков в течение года, даже в сухие месяцы. По классификации климатов Кёппена — субарктический климат (индекс Dfc) с постоянным увлажнением в течение года.
В зимний период преобладает северное и северо-восточное направление ветра, а в летний — юго-восточное и юго-западное.
| Показатель                                                              | Янв.  | Фев.  | Март  | Апр.  | Май   | Июнь | Июль | Авг. | Сен. | Окт.  | Нояб. | Дек.  | Год   |
| ----------------------------------------------------------------------- | ----- | ----- | ----- | ----- | ----- | ---- | ---- | ---- | ---- | ----- | ----- | ----- | ----- |
| Абсолютный максимум, °C                                                 | 2,8   | 2,5   | 2,7   | 10,0  | 18,6  | 28,3 | 29,2 | 26,3 | 24,0 | 14,4  | 7,3   | 3,4   | 29,2  |
| Средний суточный максимум, °C                                           | −12,3 | −11,9 | −8,4  | −2,1  | 5,3   | 12,8 | 16,1 | 15,7 | 11,4 | 3,0   | −6    | −11   | 1,2   |
| Средняя температура, °C                                                 | −16,3 | −15,9 | −12,9 | −6,4  | 1,6   | 8,3  | 11,9 | 11,7 | 7,5  | −0,4  | −9,5  | −14,8 | −2,9  |
| Средний суточный минимум, °C                                            | −20,2 | −19,8 | −17,3 | −10,6 | −2,1  | 3,8  | 7,8  | 7,8  | 3,7  | −3,8  | −12,9 | −18,5 | −6,7  |
| Абсолютный минимум, °C                                                  | −41,1 | −40,5 | −40,3 | −29,7 | −16,9 | −4,4 | 2,0  | −0,9 | −6,1 | −17,4 | −32,2 | −39,4 | −41,1 |
| Норма осадков, мм                                                       | 40    | 31    | 26    | 24    | 28    | 37   | 51   | 64   | 61   | 61    | 54    | 41    | 518   |
| Источник: Абсолютные минимумы и максимумы, Средние температуры и осадки |       |       |       |       |       |      |      |      |      |       |       |       |       |

| Показатель                                                   | Янв.  | Фев.  | Март  | Апр. | Май  | Июнь | Июль | Авг. | Сен. | Окт.  | Нояб. | Дек.  | Год   |
| ------------------------------------------------------------ | ----- | ----- | ----- | ---- | ---- | ---- | ---- | ---- | ---- | ----- | ----- | ----- | ----- |
| Абсолютный максимум, °C                                      | 2,4   | 2,2   | 2,0   | 10,0 | 18,4 | 28,2 | 28,9 | 26,3 | 24,0 | 12,2  | 5,6   | 3,3   | 28,9  |
| Средний суточный максимум, °C                                | −10,4 | −9,1  | −6,1  | −1,2 | 4,6  | 13,0 | 17,9 | 17,0 | 12,7 | 5,4   | −2,1  | −7,3  | 2,9   |
| Средняя температура, °C                                      | −14,8 | −13,7 | −10,8 | −5,2 | 1,8  | 8,7  | 13,7 | 13,3 | 8,8  | 1,8   | −5,8  | −11,1 | −1,1  |
| Средний суточный минимум, °C                                 | −19,4 | −18,4 | −15,8 | −9,8 | −1,1 | 5,0  | 10,2 | 9,9  | 5,0  | −1,7  | −10   | −15,4 | −5,1  |
| Абсолютный минимум, °C                                       | −41,1 | −40,5 | −38,6 | −29  | −11  | −2   | 3,4  | 1,0  | −5,2 | −14,2 | −26,8 | −34,7 | −41,1 |
| Норма осадков, мм                                            | 41    | 47    | 72    | 40   | 38   | 40   | 34   | 102  | 80   | 76    | 69    | 50    | 688   |
| Средняя влажность, %                                         | 79    | 79    | 82    | 79   | 81   | 80   | 82   | 83   | 78   | 76    | 78    | 77    | 79    |
| Средняя скорость ветра, м/с                                  | 3,3   | 3,7   | 3,9   | 3,3  | 2,7  | 3,1  | 2,7  | 2,8  | 3,0  | 3,6   | 3,4   | 3,6   | 3,2   |
| Источник: Погода и Климат (компиляция данных с метеостанции) |       |       |       |      |      |      |      |      |      |       |       |       |       |

## Природные ресурсы
В районе бухты Оссора открыты запасы нефти. В реках близ села обнаружены залежи россыпного золота. Имеются значительные запасы торфа, песчано-гравийной смеси. В окрестностях села находятся минеральные источники.

## Население
| 1959  | 1970  | 1979  | 1989  | 2002  | 2008  | 2009  |
| ----- | ----- | ----- | ----- | ----- | ----- | ----- |
| 2295  | ↗2975 | ↗3720 | ↗4074 | ↘2589 | ↘2190 | ↘2170 |
| 2010  | 2012  | 2013  | 2014  | 2015  | 2016  | 2017  |
| ↘2133 | ↘2117 | ↘2094 | ↗2104 | ↗2107 | ↘2051 | ↘2017 |
| 2018  | 2019  | 2020  | 2021  |       |       |       |
| ↘1993 | ↘1983 | ↘1922 | ↘1841 |       |       |       |

Численность малых народов Севера, проживающих в Оссоре, составляет около 19 %.

## Экономика и социальная инфраструктура
Основа экономики села — рыболовство и рыбопереработка. Развито огородничество, практически в каждой семье имеется земельный участок для ведения растениеводства, выращиваются картофель и овощи, из ягодных культур — смородина, клубника, малина.
Энергоснабжение посёлка осуществляется от местной дизельной электростанции. Пресная вода добывается из четырёх артезианских скважин.
В посёлке действуют: больница, школа, краеведческий музей, суд, администрация посёлка, администрация района, ФСБ, полиция, прокуратура, служба приставов, типография, дом культуры, ветеринарная служба, лесная служба, рыбнадзор.
Издаётся еженедельная районная газета «Карагинские вести».

### Транспорт
Действует аэропорт. В летнее время в Оссору можно добраться на судах и по воздуху. Зимой только авиацией либо на снегоходах, по зимникам. Навигация с середины мая по середину декабря. Есть погранзастава. В 2018 году было объявлено о подготовке к восстановлению портопункта в посёлке.

## Флора и фауна
Основной лесообразующей вокруг посёлка является берёза каменная, также распространены кедровый стланик, ольха кустарниковая, единично встречается чозения. На территории самого села в абсолютном большинстве произрастает тополь, выращенный в питомнике Корякского лесхоза.
Животный мир вокруг поселения разнообразен, здесь обитают волк, лиса, соболь, горностай, ласка, выдра, росомаха, ондатра, заяц-беляк, суслик, белка. Встречается бурый медведь. Птицы — орлан белоплечий, кречеты, орлан белохвостый, беркут. В реках нерестятся все виды тихоокеанских лососей (горбуша, кета, кижуч), в Оссорском озере — карась.

## Оссора в культуре
Оссора упоминается в песне Юлия Кима «Двигун»:
«Раз мы в Оссору тилипали.
Груз — двадцать тонн икры.
Нас сбоку на бок кантовали,
Поливали бары».